# David Dietl
David Lester Dietl (* 7. November 1979 in Los Angeles) ist ein deutscher Regisseur und Drehbuchautor.

## Leben
Dietl ist der Sohn des deutschen Film- und Fernsehregisseurs Helmut Dietl und von Marianne Dennler, der Sekretärin und Vertrauten von Bernd Eichinger. Seine Kindheit verbrachte er vor allem in Los Angeles, Paris und München. Ab 2001 studierte Dietl an der Deutschen Film- und Fernsehakademie Berlin Regie. 2007 drehte er für die ZDF-Reihe Das kleine Fernsehspiel den dokumentarischen Spielfilm Auf Nummer sicher?. Ebenfalls 2007 feierte der Omnibusfilm GG 19 – Deutschland in 19 Artikeln Premiere, für den Dietl eine Episode geschrieben und Regie geführt hatte. Sein Kinodebüt gab Dietl 2013 mit dem Film König von Deutschland.

## Filmografie (Auswahl)
- 2013: König von Deutschland (Regie und Drehbuch)
- 2017: Ellas Baby (Regie)
- 2019: Berlin Bouncer (Regie und Drehbuch)
- 2019: Rate Your Date (Regie und Drehbuch)
- 2022: Funeral for a Dog (Regie)
- 2023: Gute Freunde – Der Aufstieg des FC Bayern (Serie) (Regie)
- 2024: Feste & Freunde – Ein Hoch auf uns!